# Gregório (sobrinho de Heráclio)
Gregório (em latim: Gregorius; em grego medieval: Γρηγόριος) foi um nobre bizantino do século VII. Era filho de Teodoro e sobrinho do imperador Heráclio (r. 610–641). Em 650/651, quando Procópio negocia a paz entre gregos e árabes, Gregório foi entregue e mantido como refém em Damasco. Morreu em 653 em Heliópolis, seu corpo foi embalsamado e transferido para Constantinopla.